# Extinction Blues
«Extinction Blues» es una canción de Steve Lukather, el guitarrista de Toto.

## Canción
Figura como la pista n.º 3 del disco Candyman.
La canción es una de las más conocidas por los fans de Lukather. Esta tiene un Hard Rock mezclado con rock progresivo, dándole un coro potente y versos suaves. 
Fue escrita por Lukather junto a David Garfield y a Fee Waybill, al igual que otras canciones del disco.
La canción ha sido interpretada numerosas veces en las giras de Lukather, como el Candyman World Tour, el Luke World Tour y el All's Well That Ends Well Tour, en las cuales la canción termina después del último solo de esta.

## Músicos
- Steve Lukather: Voz, guitarra, coros.
- Simon Phillips: Batería.
- John Peña: Bajo.
- David Garfield: Teclado.
- Richard Page: Coros.
- Fee Waybill: Coros.
- Kevin Curry: Coros.
- Lenny Castro: Percusión.

- Datos: Q5853588